# Крайниченко, Владимир Владимирович
Владимир Владимирович (Гаврилович) Крайниченко (укр. Володимир Володимирович Крайниченко ; 6 августа 1925, г. Верхнее Луганский округ Украинской ССР (ныне — в составе Лисичанска Луганская область, Украина) — 11 мая 1964, Харьков) — украинский советский театральный и кинорежиссёр

 и актёр. Заслуженный артист Украинской ССР (1960).

## Биография
Участник Великой Отечественной войны. Имел боевые награды.
В 1952 году окончил Харьковский институт театрального искусства (ныне Харьковский национальный университет искусств имени И. П. Котляревского). Ученик М. Крушельницкого.
После окончания учёбы в 1952—1964 годах работал в Харьковском украинском драматическом театре им. Шевченко. С 1962 года — главный режиссёр театра.
С 1955 года снимался в кино.
Работал во всех сценических жанрах, развивал реалистические, в частности, народно-героические традиции украинского национального театра. Режиссёрской манере его присущи самобытность, тонкий психологизм, масштабность, яркая театральность, философская значимость, поэтичность; его представления были наполнены искренностью чувств, порывом к прекрасному. Репетировал импровизационным способом. В ролях проявлял острую характерность в сочетании с пластическим богатством и глубиной мысли.

## Избранные работы в театре
Поставил спектакли
- «Лымеривна» Панаса Мирного (1952),
- «Назар Стодоля» Тараса Шевченко (1953),
- «Гулящая» Панаса Мирного (1952, 1954);
- «Первая весна» Г. Николаевой (1955)
- «Когда цветёт акация» М. Винникова (1957)
- «В искании радости» В. Розова (1958)
- «Кровь людская — не водица» Михаила Стельмаха (1959).
- «Дуэнья» Ричарда Шеридана (1960)
- «Гайдамаки» по Тарасу Шевченко (1961);
- «Щедрый вечер» В. Блажека (1962)
- «Страшнее врага» Д. Аля, Л. Ракова (1962)
- «Двое на качелях» В. Гибсона (1963)
- «Марина» М. Зарудного (1964).

## Избранные работы в кино
Актёр
- 1954 — Лимеривна / Лимерівна (фильм-спектакль) — Карпо (дублировал Чеслав Сушкевич)
- 1956 — Путешествие в молодость — эпизод (нет в титрах)

Режиссёр
- 1956 — Путешествие в молодость